# Slopná
Slopná (hongrois : Szolopna) est un village de Slovaquie situé dans la région de Trenčín.

## Histoire
La première mention écrite du village date de 1277.

## Démographie

### Évolution de la population
| Année:               | 1994. | 2004.   | 2014.   | 2024.   |
| -------------------- | ----- | ------- | ------- | ------- |
| Nombre de personnes: | 509   | 491     | 477     | 496     |
| Différence:          |       | -3,53 % | -2,85 % | +3,98 % |

| Année:               | 2023. | 2024.   |
| -------------------- | ----- | ------- |
| Nombre de personnes: | 495   | 496     |
| Différence:          |       | +0,20 % |